# National Hockey League All-Star Game
National Hockey League All-Star Game (franska: Match des Étoiles de la Ligue Nationale de Hockey) är en uppvisningsmatch i ishockey, soms spelas under NHL-säsongen. Inkomsterna går till spelarnas pensionsfonder.